# Like Ya Just Don't Care
Like Ya Just Don't Care è un singolo promozionale del cantante,
cantautore Redfoo.